# Pedro Castro
Pedro Henrique de Castro Silva (Volta Redonda, 5 de fevereiro de 1993), mais conhecido como Pedro Castro, é um futebolista brasileiro que atua como meio-campista. Atualmente, atua pelo Remo.

## Carreira
Pedro Castro iniciou na base do Santos FC e foi promovido ao time principal em janeiro de 2012, após se destacar no Sub-20, e venceu o Campeonato Paulista naquele ano.
Iniciou 2013 sendo capitão do time campeão da Copa São Paulo de Futebol Júnior, marcando 2 gols na competição, sendo um deles na final contra o Goiás. No mesmo ano, fez sua estreia profissional em 5 de agosto, em uma derrota por 3x0 fora de casa contra o Náutico, pelo Campeonato Brasileiro de 2013. Em 24 de setembro do mesmo ano, assinou um novo contrato com o clube, estendendo seu vínculo até 2016.
Em 16 de dezembro, Pedro Castro foi emprestado por seis meses ao RCD Espanyol, da La Liga, até o final da temporada europeia, com uma cláusula de rescisão de € 5 milhões; alguns dias depois, foi confirmado que ele jogaria inicialmente pelas reservas na Segunda Divisão B. No entanto, Pedro Castro apareceu apenas duas vezes durante a campanha e, posteriormente, retornou ao Peixe.
Em 22 de julho de 2014, ele se juntou ao Paraná Clube também por empréstimo, até o final do ano.
Pedro Castro posteriormente teve períodos de empréstimo no Santa Cruz, em 2015, onde foi campeão pernambucano e conquistou o acesso à Série A; e Botafogo-PB, em 2016.
Em 12 de janeiro de 2017, após o término de seu contrato com o Santos, ele assinou com o Tombense. Pelo clube, fez 14 partidas, sendo 11 pelo Campeonato Mineiro e três pela Série C.
Em 5 de junho de 2017, Pedro Castro assinou com o Avaí por empréstimo até o final do ano. No clube, o meia fez 32 partidas no Brasileiro, 27 como titular, e marcou três gols.
Em 4 de janeiro de 2018, fechou um acordo de um ano com o Sport Recife, com seus direitos federativos ainda de propriedade do Tombense, mas depois de ser raramente usado, ele retornou ao Avaí, em abril.
Em setembro de 2019, atingiu a marca de 100 jogos pelo Avaí. Em 2020, último ano desta passagem, fez 48 jogos, quatro gols e deu duas assistências.
No início de 2021, acertou com o Botafogo. Pelo clube alvinegro, campeão da Série B daquele ano, foram 38 jogos, sendo 35 deles como titular.
Pedro Castro chegou ao Cruzeiro para 2022, contratado antes da chegada da SAF. Não conseguiu se firmar como titular no decorrer do ano, realizando apenas 24 jogos, sendo nove como titular.
Pedro Castro foi emprestado ao Dibbah, dos Emirados Árabes, onde atuou em 14 jogos, com um gol e duas assistências, e a equipe acabou rebaixada no campeonato local. Voltou ao Cruzeiro em junho, e em agosto de 2023 deixou o clube e acertou com o Khor Fakkan, também dos Emirados Árabes.
Em fevereiro de 2024, acertou seu retorno ao Avaí depois de quatro temporadas.

## Títulos
Santos
- Campeonato Paulista: 2012
- Campeonato Paulista Sub-20: 2012
- Copa São Paulo de Futebol Júnior: 2013[3]
- Copa do Brasil Sub-20: 2013

Santa Cruz
- Campeonato Pernambucano: 2015

Avaí
- Campeonato Catarinense: 2019

Botafogo
- Campeonato Brasileiro - Série B: 2021

Cruzeiro
- Campeonato Brasileiro - Série B: 2022

Remo
- Campeonato Paraense: 2025[40]